# Griffioen

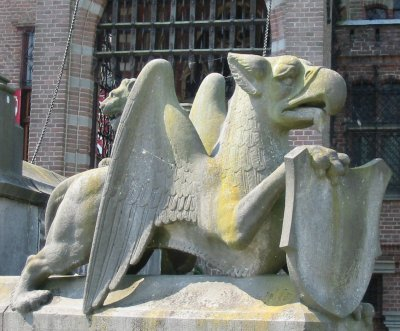
Een beeld van een griffioen bij Kasteel de Haar

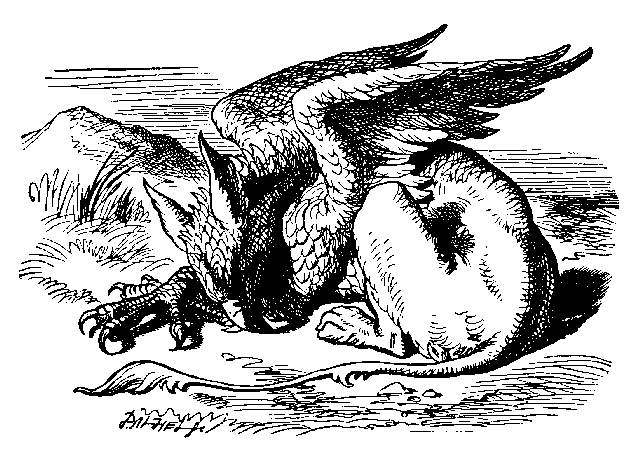
Een afbeelding van een griffioen voor Alice's Adventures in Wonderland

Een griffioen wordt vaak gebruikt in een wapen, hier het wapen van Weststellingwerf

Een griffioen, ook grijpvogel of Vogel Grijp genoemd, is een hybridisch fabeldier dat de heerschappij over twee rijken symboliseert: over de aarde (zijn leeuwenlichaam) en over de lucht (de kop en de vleugels van een adelaar). Het is een hybride schepsel zoals ook de centaur, de draak en de hippogrief. Behalve de genoemde kenmerken heeft hij ook de oren van een paard en een hanenkam die lijkt gemaakt te zijn van vissenschubben.

## Geschiedenis
De griffioen komt oorspronkelijk uit de mythologie van de Scythen en het Oude Griekenland. De Aziatische griffioen had een gekuifd hoofd, terwijl de Minoïsche en Griekse griffioenen meestal in spiralen gevormde gekrulde manen hadden. Sinds de middeleeuwen komt hij ook in West-Europa voor, onder meer in de heraldiek. Zo speelt de griffioen bijvoorbeeld een belangrijke rol in het wapen van Pommeren. Vandaar dat de hertogelijke dynastie zich de griffioenen (Greifen) noemde. Ook is de griffioen een symbool voor goddelijke macht en een bewaker van het goddelijke.
Het is wel verondersteld, het eerst door paleontoloog Jack Horner, dat de mythe van de griffioen die in de woestijnen van Azië goudzoekers verslindt afkomstig is van mensen die aldaar fossielen van Protoceratops hadden aangetroffen, een dinosauriër die ook een vogelachtige kop met snavel bezit.

## Trivia
- Het 17e Squadron MRH (multirole-helikopters) van de Belgische luchtcomponent heeft een griffioen als embleem.
- De Vrije Universiteit Amsterdam heeft een griffioen als logo.[1]
- De griffioen was het symbool van de 41e brigade van de Nederlandse landmacht, gelegerd in Seedorf in Duitsland. Na het opheffen van de 41e brigade is de griffioen het symbool geworden van 411 Opvang- en Afvoercie (per 1 juli 2006), onderdeel van 400 Geneeskundig Bataljon, gelegerd in Ermelo.
- De Finse papier- en triplexfabrikant UPM-Kymmene (merknaam Wisa) heeft de griffioen als logo.
- Een van de afdelingen van de toverschool Zweinstein uit de populaire Harry Potter-boekenreeks heet Griffoendor.
- Vliegtuigfabrikant Saab heeft een griffioen als logo geleend van Scania. Ook toen er nog auto's gemaakt werden onder de naam Saab werd een tijd een griffioen in het logo gebruikt.
- Vrachtautofabrikant en fabrikant van scheepsmotoren en bussen Scania heeft een griffioen als logo.
- Andere automerken met de griffioen als logo zijn het Engelse Vauxhall, Bedford en Kieft, het Italiaanse Iso Rivolta, en het Duitse sportwagenmerk Gumpert.
- De griffioen is het wapendier van de Romanov-dynastie en siert onder andere de Herdenkingsdecoratie voor het 300-jarig bestaan van de Romanov-dynastie en de Orde van Sint-Nicolaas de Wonderdoener.
- De twee schildhouders in de wapens van Dordrecht, Heemstede en Waterland zijn griffioenen. Het waterschap Hollandse Delta heeft één griffioen achter het wapen staan.
- Ook de wapens van de Friese gemeenten Oost- en Weststellingwerf hebben een griffioen op het schild staan.
- SV De Griffioen is een sportvereniging in Oosterwolde (Friesland). De griffioen komt terug in het logo.